# ناحیه ان امیناس
ناحیه ان امیناس (به عربی: دائرة إن أمیناس) یک ناحیه در الجزایر است که در استان الیزی واقع شده‌است. ناحیه ان امیناس ۱۲۸٬۷۳۰ کیلومتر مربع مساحت و ۱۷٬۴۲۲ نفر جمعیت دارد.